# Năm điều ngự thệ

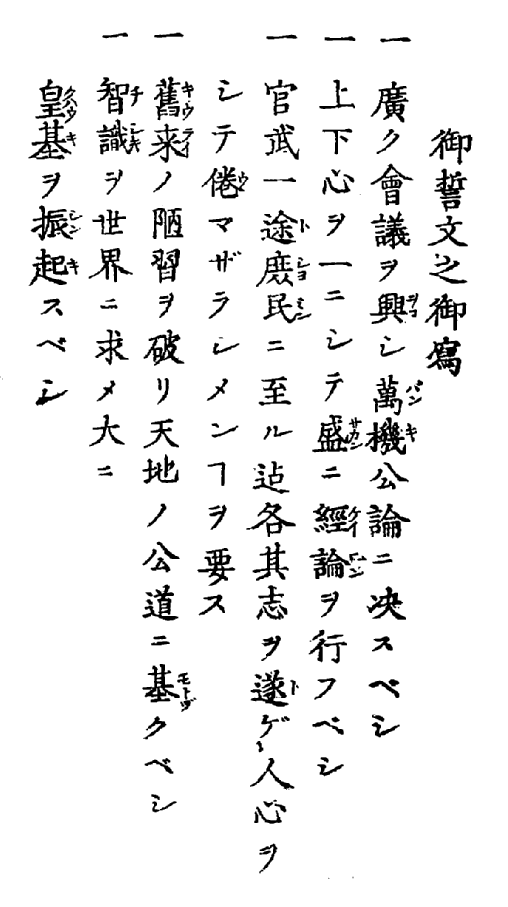
Năm điều ngự thệ (bản Nhật chí Thái chính quan)

Năm điều ngự thệ (五箇条の御誓文 (Ngũ cá điều ngự thệ văn) Gokajō no Goseimon) là năm nguyên tắc duy tân Nhật Bản của Thiên hoàng Minh Trị, được công bố vào ngày 6 tháng 4 năm 1868 tại Hoàng cung Kyoto. Bài ngự thệ nhằm mục đích tuyên bố đường lối cải cách của chính quyền Minh Trị, đồng thời chiêu mộ những phiên ủng hộ Mạc phủ Tokugawa theo chính quyền trong Chiến tranh Boshin. Bài ngự thệ đánh dấu sự bắt đầu của thời kỳ Minh Trị và có thể được coi là hiến pháp đầu tiên của Nhật Bản.

## Nội dung
Nội dung chính của Năm điều ngự thệ như sau:
| Nguyên văn | Việt dịch |
| --- | --- |
| 御誓文 一、廣ク會議ヲ興シ、萬機公論ニ決スベシ 一、上下心ヲ一ニシテ、盛ニ經綸ヲ行フベシ 一、官武一途、庶民ニ至ル迠、各其志ヲ遂ゲ、 人心ヲシテ倦マザラシメン事ヲ要ス 一、舊来ノ陋習ヲ破リ、天地ノ公道ニ基クベシ 一、智識ヲ世界ニ求メ、大ニ皇基ヲ振起スベシ 我國未曾有ノ變革ヲ爲ントシ、朕躬ヲ以テ衆ニ先ンシ、天地神明ニ誓ヒ、大ニ斯國是ヲ定メ、萬民保全ノ道ヲ立ントス。衆亦此旨趣ニ基キ協心努力セヨ。 | Ngự thệ - Mở ra hội nghị rộng rãi, trăm công ngàn việc đều lấy theo công luận mà quyết định. - Trên dưới một lòng, ra sức sửa sang việc nước. - Văn võ một đường, từ công khanh đến thứ dân, đều được toại chí, khiến cho lòng người không biết mỏi. - Phá bỏ hết những hủ tục chất chứa lâu đời, từ đây hợp theo công đạo của trời đất. - Cầu trí thức ở thế giới, làm cho cơ đồ thiên hoàng trở nên mạnh lớn vẻ vang. Nước ta sắp tiến hành những cải cách chưa từng có, nên trẫm cúi mình trước chúng dân, tuyên thệ với thần minh trời đất để hoạch định quốc sách, lập đạo bảo toàn muôn dân. Trẫm mong các khanh đồng tâm hợp lực, tuân theo ý ấy. |

## Nguồn gốc

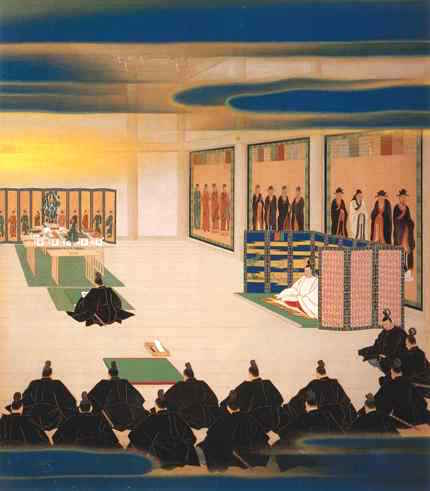
Năm điều ngự thệ, Nanyō Inui, 1928

### Lễ công bố

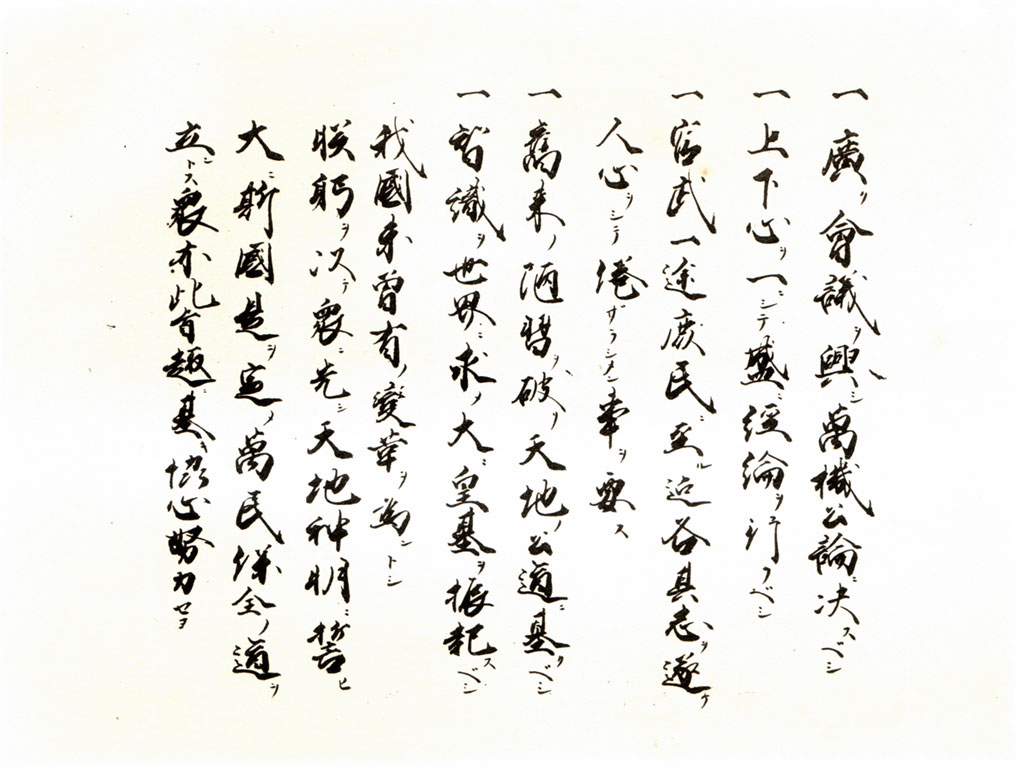
Năm điều ngự thệ (bản viết tay của Thân vương Arisugawa Takahito)

## Ảnh hưởng

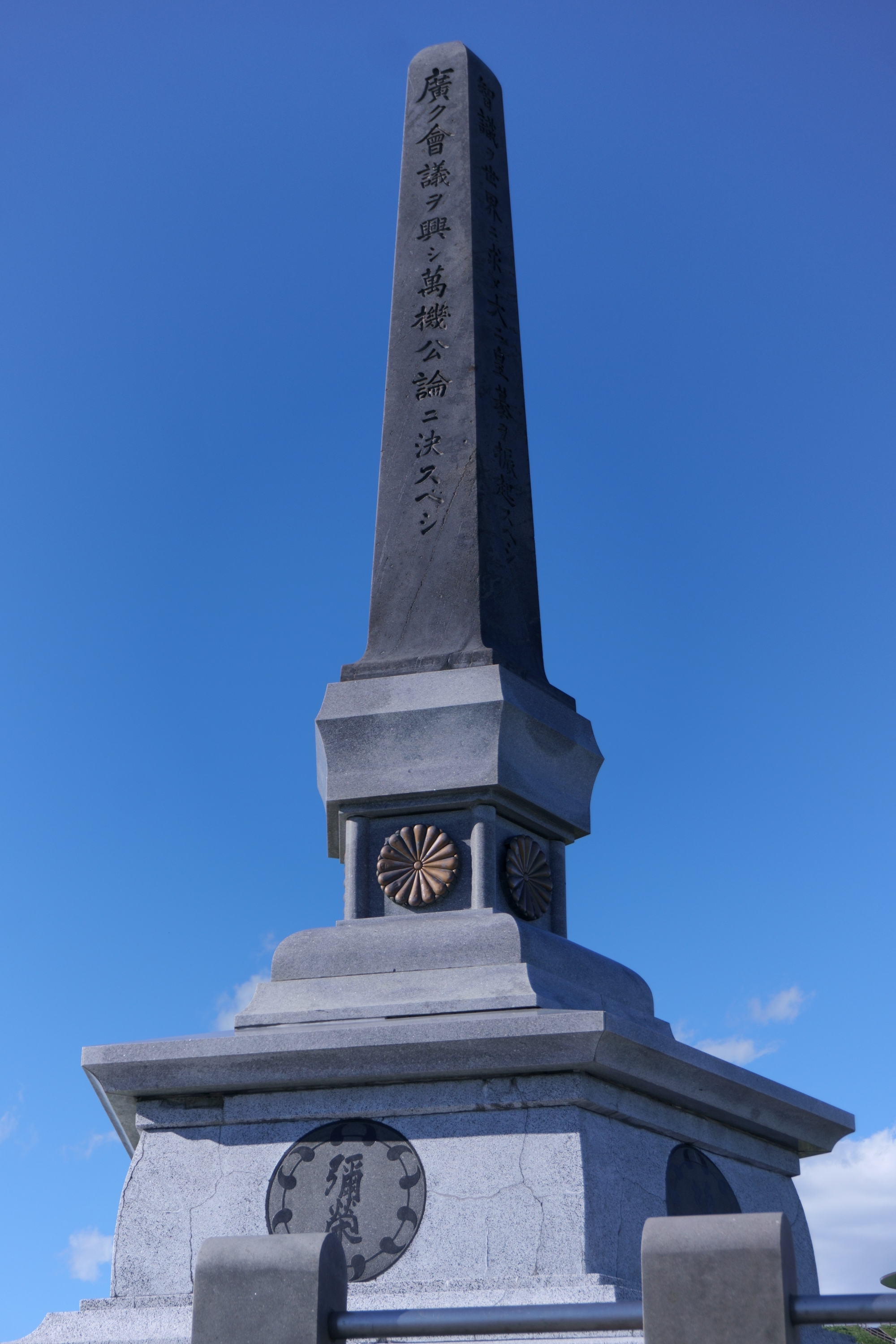
Đài tưởng niệm có khắc Năm điều ngự thệ trên đỉnh núi Kampu, Akita